# Xevious
Xevious (japanisch ゼビウス) ist ein Shoot ’em up mit vertikalem Scrolling, der von Namco entwickelt und 1982 in Spielhallen veröffentlicht wurde. Es wurde in Japan und Europa von Namco und in Nordamerika von Atari, Inc. veröffentlicht. Der Spieler steuert das Raumschiff Solvalou und verteidigt die Erde gegen die Xevious-Truppen.

## Handlung
Vor vielen Äonen war das fortschrittliche, technologisch entwickelte Volk der Xevious gezwungen, die Erde zu verlassen. Jetzt ist das Volk der Xevious zurückgekehrt, um ihr Erbe zurückzufordern. Die Xevious haben bereits einige Orte auf der Erde gesichert und führen nun einen Angriff aus der Luft durch. Der Spieler muss die Invasion der Xevious aufhalten, um die Erde zu retten.

## Spielprinzip
Der Spieler steuert ein fliegendes Raumschiff, die Solvalou, um die Xevious-Truppen zu bekämpfen. Die Solvalou verfügt über zwei Waffen: einen „Zapper“, der Projektile auf fliegende Feinde abfeuert, und einen „Blaster“, mit dem Bodenanlagen und Fahrzeuge bombardiert werden können. Ein Fadenkreuz vor seinem Raumschiff hilft dem Spieler, seine Reichweite einzuschätzen.
Das Spiel hat insgesamt 16 zusammenhängende Gebiete; nachdem sie alle durchlaufen wurden, zeigt das Spiel wieder das erste Gebiet an. Wenn der Spieler nach 70 % eines Gebietes stirbt, beginnt er im darauf folgenden. Die Gebiete sind geografisch unterschiedlich, mit Elementen wie Wäldern, Straßen, Flüssen und mechanischen Strukturen. Bestimmte Gebiete haben Nazca-Linien auf dem Boden, einige im „Kondor“-Design.
Das Spiel wird zunehmend schwieriger, je geschickter der Spieler agiert. Sobald der Spieler einen bestimmten Gegnertyp erfolgreich vernichtet hat, wird dieser durch einen fortgeschritteneren Gegnertyp ersetzt. Durch die Zerstörung von rot blinkenden Zolbak-Radaren, die auf dem Boden verteilt sind, wechselt das Spiel wieder zu leichteren Gegnern.
An bestimmten Stellen des Spiels wird gegen das Andor-Genesis-Mutterschiff gekämpft, das eine Vielzahl von Geschossen und explosiven schwarzen Kugeln abfeuert, sogenannte „Zakatos“. Der Spieler kann entweder die vier glühenden Kanonen oder den Kern in der Mitte zerstören, um es zu besiegen. In manchen Teilen des Spiels gibt es versteckte Türme ("Sol Zitadellen"), die durch das Bombardieren eines Gebiets entdeckt werden können. Das Bombenfadenkreuz des Solvalou blinkt rot, wenn er sich über einem solchen Turm befindet. Gelbe „Spezialflaggen“ aus Namcos eigenem Rally-X finden sich in zufälligen Abschnitten des Gebiets. Sammelt man sie ein, erhält man Punkte oder ein zusätzliches Leben.

## Technik
Xevious läuft auf der Namco Galaga Arcade-Hardware und war eines der ersten vertikal scrollenden Shoot ’em up mit einer Hintergrundgrafik, die nicht nur aus einem einfachen Sternenfeld bestand. Die Grafik und Spiellogik wird durch 3 Zilog Z80 Mikroprozessoren mit einer Bildschirmauflösung von 224×288 Pixel realisiert. Das Spiel bietet 26 unterschiedliche Gegner, die durch ihr Verhalten eine eigene Persönlichkeit haben. Xevious hat kein Ende, aber der Spielstand bleibt bei 9.999.990 Punkten stehen. Im Arcade Original steuert der Spieler sein Raumschiff mit einem 8-Wege Joystick sowie zwei Knöpfen.

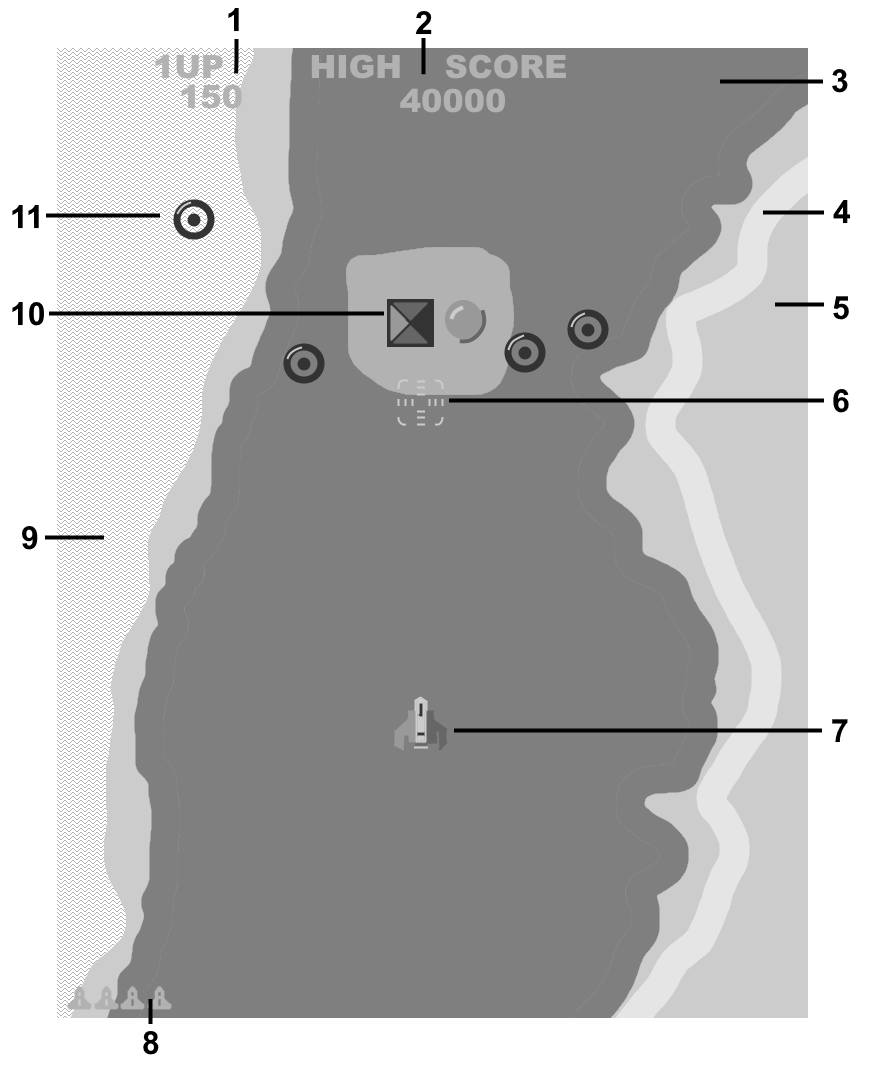
Szene (schematisch) aus dem Computerspiel Xevious

Im Bild aufgeführte Elemente:
1. Spielstand (Punkte)
2. Bester Spielstand (Punkte)
3. Wald
4. Weg
5. Wiese
6. Fadenkreuz
7. Spielfigur (Solvalou)
8. Verbleibende Leben
9. Wasser
10. Bodenziel (Bunker)
11. Feindliches Flugobjekt

## Entwicklungsdetails
Xevious wurde von Masanobu Endō entwickelt, der im April 1981 als Projektleiter zu Namco kam. Er und ein kleines Team wurden von Namcos Marketingabteilung beauftragt, ein Zwei-Tasten Shoot ’em up zu entwickeln, das mit dem Erfolg von Konamis Arcade-Spiel Scramble (1981) mithalten konnte. Frühe Versionen des Spiels trugen den Namen Cheyenne und spielten während des Vietnamkriegs, wobei der Spieler einen Hubschrauber steuerte, um Feinde abzuschießen. Nachdem das Entwicklungsteam umbesetzt wurde und der Projektleiter gekündigt hatte, wurde Endō zum Chefdesigner des Spiels. Das Programmieren lernte er während der Produktion.
Endō entwarf das Spiel mit einer konsistenten, detaillierten Welt mit einer Geschichte, die sich nicht wie ein "angehängtes Beiwerk" anfühlt, sondern ein integraler Bestandteil des Spiels ist. Das Ziel des Projekts war, dass das Spiel für neue Spieler zugänglich ist und schrittweise schwieriger wird, je besser sie das Spiel beherrschen. Beeinflusst vom Raytracing wollte Endō, dass die Sprites des Spiels hochwertig und detailliert aussehen, gleichzeitig aber auch den Beschränkungen des Arcade-Boards genügen, auf dem das Spiel lief. Das Team verwendete eine Methode, bei der jedem Sprite unterschiedliche Grautöne zugewiesen wurden, so dass die Sprites zusätzliche Farben darstellen konnten. Viele der Sprites wurden von Endō selbst entworfen, wobei einige von Hiroshi "Mr. Dotman" Ōno erstellt wurden, darunter die Spielfigur und die Hintergrundgrafiken.
Viele der Spielfiguren und Bauwerke wurden von Shigeki Toyama entworfen und verfeinert, der bereits in den frühen 1980er Jahren an zahlreichen Automaten für die Vergnügungszentren von Namco gearbeitet hatte. Das Schiff des Spielers, die Solvalou, basiert auf dem Raumschiff Nostromo aus Alien, und etliche Feinde sind Hommagen an Raumschiffe aus populären Science-Fiction-Filmen, darunter Star Wars, UFO und Battlestar Galactica. Die Konzeptzeichnungen für das Andor-Genesis Mutterschiff sahen ein rundes Design vor, das aufgrund der Ähnlichkeit mit Gofuru-Keksen den Spitznamen "Gofuru" erhielt. Das Design wurde geändert und hatte schließlich die Form eines Achtecks, da die Hardware mit der Darstellung von runden Objekten Schwierigkeiten hatte, wobei die wichtigsten Merkmale wie der zentrale Kern und die glühenden Kanonen erhalten blieben. Endō schuf während der Entwicklung eine fiktive Sprache namens "Xevian", die er zur Namensgebung der einzelnen Gegner verwendete.
Um die Zerstörung von Bodenobjekten zu erleichtern, wurde der Solvalou eine Zielscheibe hinzugefügt, die rot blinkt sobald sie sich über einem Feind befindet, um dem Spieler zu signalisieren, dass er eine Bombe auf den Feind abfeuern kann. Während der Programmierung hatte Endō die Idee, dass es interessant wäre, die Zielscheibe über leeren Flächen aufblinken zu lassen, in denen sich kein Feind befand, was zur Entstehung der Sol-Zitadellen führte. Die Führungskräfte von Namco äußerten ihren Missfallen über diese Idee, und Endō behauptete daraufhin, es handele sich lediglich um einen Fehler im Spiel und beließ sie im Programmcode.
Die Spezialflaggen von Rally-X wurden hinzugefügt, da Endō ein Bewunderer des Spiels war. Xevious hieß ursprünglich Zevious, wobei das "X" hinzugefügt wurde, um es exotischer und mysteriöser klingen zu lassen, und das metallische Logo eine Hommage an den Flippertisch Xenon war. Die Erprobung des Spiels fand im Dezember 1982 statt, und im Januar 1983 wurde das Spiel in Japan veröffentlicht. In den folgenden Monaten erwarb Atari, Inc. (1972) die Rechte für die Herstellung und den Vertrieb in Nordamerika und bewarb es als "das Atari-Spiel, das Sie nicht zu Hause spielen können".

## Rezeption
Die Zeitschrift JoyStik befand:

“Xevious is one of those rare games that is able to combine excellent graphics and sound with fun and challenging game play.”

„Xevious ist eines der seltenen Spiele, die hervorragende Grafik und Sound mit einem unterhaltsamen und herausfordernden Spielverlauf verbinden.“

Das Magazin Atari Age urteilte in der Rubrik Coin Video Corner:

“We've played a lot of video games, but we've never seen arcade graphics as awesome as the eye-popping scrolling playfield of Xevious.”

„Wir haben schon viele Videospiele gespielt, aber wir haben noch nie eine so beeindruckende Arcade-Grafik gesehen wie das atemberaubend bewegte Spielfeld von Xevious.“

Michael Hengst erinnert sich in Power Play Ausgabe 06 1989:

„Ich kann mich noch ganz gut an meine erste (und teure) Begegnung mit dem ‚Xevious‘-Automaten erinnern. Meine Begeisterung für dieses Spiel kannte damals keine Grenzen - nur mein Geldbeutel.“

Xevious belegte Platz 4 in der Liste der umsatzstärksten Arcade-Spiele im September 1983, hinter Pole Position, Time Pilot und Millipede.